# Marcel Domingo
Pour les articles homonymes, voir Domingo.
Marcel Domingo, né le 15 janvier 1924 à Salin-de-Giraud (commune d'Arles) (Bouches-du-Rhône, France) et mort le 10 décembre 2010 à Arles (Bouches-du-Rhône, France) est un footballeur international français, qui évolue au poste de gardien de but dans plusieurs clubs européens et français. Après sa retraite de joueur, il exerce la fonction d'entraîneur de football dans plusieurs clubs européens et français.

## Biographie
Il est souvent cité par les Espagnols comme étant l'un des meilleurs gardiens de but étrangers ayant évolué dans le championnat d'Espagne, en témoignent ses deux trophées Ricardo Zamora. Avec l'Atlético de Madrid, Marcel Domingo remporte trois championnats d'Espagne : deux fois comme joueur (1950 et 1951). Il compte 152 parties en première division espagnole.
Il gagne le doublé Coupe de France et Championnat, avec l'OGC Nice en 1952. Il est sélectionné une fois en équipe de France A, en 1948 face à l'Italie.
Devenu entraîneur, il remporte avec l'Atlético de Madrid le championnat d'Espagne en 1970 puis la coupe du Roi en 1972.

## Carrière de joueur

### Clubs
- Athlétic Club arlésien : jusqu'en 1944 (amateur)
- OGC Nice : 1944 à 1945
- Stade français : 1945 à 1948
- Espanyol Barcelone : 1948 à 1949
- Atlético de Madrid : 1949 à 1951
- OGC Nice : 1951 à 1952
- Espanyol Barcelone : 1952 à 1956
- Olympique de Marseille : 1956 à 1958

### Palmarès
- Champion d'Espagne : 1950 et 1951 (Atlético de Madrid)
- Champion de France : 1952 (OGC Nice)
- Coupe de France : 1952 (OGC Nice - doublé)
- Coupe Charles Drago : 1957 (Olympique de Marseille)
- Finaliste de la Coupe Latine : 1952 (OGC Nice)

### Distinctions
- Trophée Zamora en 1949 (Atlético de Madrid) et 1953 (Español Barcelone)

## Carrière d'entraîneur

### Clubs
- Espanyol Barcelone : 1958 à 1959
- UD Las Palmas : novembre 1959 à 1960
- UE Lleida : 1962 à 1963
- Pontevedra CF : 1964 à 1965
- Córdoba CF : 1966 à 1968
- Grenade CF : 1968 à 1969
- Atlético de Madrid : 1969 à novembre 1971
- Málaga CF (CD) : 1972 à janvier 1975
- Elche CF : novembre 1975 à 1976
- Burgos CF : 1976 à 1977
- Valence CF : 1977 à avril 1979
- Atlético de Madrid : mars 1980 à 1980
- OGC Nice : 1981 à 1982
- Betis Séville : janvier 1983 à 1983
- RCD Majorque : novembre 1983 à 1984
- Nîmes Olympique : 1984 à 1986
- Athlétic Club arlésien : 1989 à 1990

### Palmarès
- Champion d'Espagne : 1970 (Atlético de Madrid - 3e en 1971)
- Coupe d'Espagne : 1979 (Valence CF - quitte le club en cours de compétition)
- Coupe Mohamed V (tournoi international du Maroc) : 1970 (Atlético de Madrid)